# Буровка (железнодорожная станция, Саратовская область)
Буровка — железнодорожная станция (тип населённого пункта) в Вольском районе Саратовской области в составе Междуреченского муниципального образования.

## География
Находится на железнодорожной линии Саратов-Сызрань на расстоянии примерно 44 километра по прямой на север от районного центра города Вольск.

## Население
| 2010 |
| ---- |
| 43   |

Население составляло 85 человек в 2002 году (94 % русские), 43 в 2010.